# Синцово (Пеновский район)
Синцово— деревня в Пеновском муниципальном округе Тверской области. 

## География
Деревня находится на восточном берегу озера Вселуг в 30 км на север от посёлка Пено.

## История
В конце XIX — начале XX века деревня являлась центром Синцовской волости Осташковского уезда Тверской губернии. 
С 1929 года деревня входила в состав Косицкого сельсовета Пеновского района Великолукского округа Западной области, с 1935 года — в составе Калининской области, с 1944 по 1957 год в составе Великолукской области, с 1994 года — в составе Заёвского сельского округа, с 2005 года — в составе Заёвского сельского поселения, с 2020 года — в составе Пеновского муниципального округа.

## Население
| 1859 | 1889 | 2002 | 2010 |
| ---- | ---- | ---- | ---- |
| 111  | ↗119 | ↘4   | ↘1   |